# Stazione di Araiyakushimae
La stazione di Araiyakushi-mae (新井薬師前駅?, Araiyakushi-mae-eki) è una stazione ferroviaria di Tokyo del quartiere di Nakano, servita dalla linea Shinjuku delle Ferrovie Seibu. Fermano solo treni locali.

## Linee
Ferrovie Seibu
● Linea Seibu Shinjuku

## Struttura
La stazione si trova in superficie ed è dotata di due marciapiedi laterali con due binari passanti. Le banchine possono accogliere treni da 8 casse. In futuro la stazione verrà interrata per eliminare numerosi passaggi a livello presenti lungo il percorso della linea.
| 1 | ● Linea Seibu Shinjuku | per Takadanobaba e Seibu-Shinjuku              |
| 2 | ● Linea Seibu Shinjuku | per Tanashi, Tokorozawa, Haijima e Hon-Kawagoe |

## Stazioni adiacenti
| «                    | Servizio                | »                    |
| Linea Seibu Shinjuku | Linea Seibu Shinjuku    | Linea Seibu Shinjuku |
| -------------------- | ----------------------- | -------------------- |
| Nakai                | Locale                  | Numabukuro           |
| Transito             | Semiespresso            | Transito             |
| Transito             | Espresso                | Transito             |
| Transito             | Espresso pendolari      | Transito             |
| Transito             | Espresso Limitato Koedo | Transito             |